# Supercopa de España femenina de baloncesto 2024
La Supercopa de España femenina de baloncesto 2024 o SuperCopa LF 2024 fue la 22ª edición desde su fundación. Se disputó en el Pabellón Fausto Vicent de Alcantarilla, Murcia durante los días 28 y 29 de septiembre de 2024, resultando vencedor por tercera vez en su historia el Valencia Basket, conquistando además su segundo título consecutivo.

## Equipos participantes
Los equipos participantes de acuerdo a los criterios de participación establecidos por la FEB fueron: 
| Equipo               | Clasificación                                        | Participación |
| -------------------- | ---------------------------------------------------- | ------------- |
| Hozono Global Jairis | Anfitrión                                            | 1.ª           |
| Valencia Basket      | Campeón de la Liga Femenina y de la Copa de la Reina | 5.ª           |
| Perfumerías Avenida  | Subcampeón de la Liga Femenina                       | 19.ª          |
| Casademont Zaragoza  | Subcampeón de la Copa de la Reina                    | 2.ª           |

## Árbitros
Los árbitros elegidos para arbitrar los encuentros de esta edición fueron: 
- Cristina Adán Rodríguez
- Ariadna Chueca Moreno
- Leandro Nicolás Lezkano
- Juan Pedro Morales García-Alcaide
- Rodrigo Palanca Page
- Jacobo Rial Barreiro
- Pablo Rodríguez Fernández

## Cuadro
|  | Semifinales          | Semifinales |                 |                     | Final | Final |  |
|  |                      |             |                 |                     |       |       |  |
|  |                      |             |                 |                     |       |       |  |
|  | Perfumerías Avenida  | 60          |                 |                     |       |       |  |
|  | Perfumerías Avenida  | 60          |                 |                     |       |       |  |
|  | Casademont Zaragoza  | 65          |                 |                     |       |       |  |
|  | Casademont Zaragoza  | 65          |                 | Casademont Zaragoza | 60    |       |  |
|  |                      |             |                 | Casademont Zaragoza | 60    |       |  |
|  |                      |             | Valencia Basket | 84                  |       |       |  |
|  | Valencia Basket      | 75          | Valencia Basket | 84                  |       |       |  |
|  | Valencia Basket      | 75          |                 |                     |       |       |  |
|  | Hozono Global Jairis | 61          |                 |                     |       |       |  |
|  | Hozono Global Jairis | 61          |                 |                     |       |       |  |
|  |                      |             |                 |                     |       |       |  |

### Semifinales
| 28 de septiembre de 2024 | Perfumerías Avenida                                          | 60–65                                 | Casademont Zaragoza                                       | Alcantarilla |  |
| 16:30                    | Parciales: 14–11, 12–17, 19–20, 15–17                        | Parciales: 14–11, 12–17, 19–20, 15–17 | Parciales: 14–11, 12–17, 19–20, 15–17                     | |  |
|                          | Estadísticas Guirantes 13 Janković 7 Domínguez, Gil 4 Gil 14 | Reporte Pts Reb Asts Val              | Estadísticas 11 Gatling 7 Gatling 4 Ortiz, Pueyo 14 Pueyo | Pabellón: Pabellón Fausto Vicent Asistencia: 914 espectadores Árbitros: Leandro Nicolás Lezkano, Juan Pedro Morales García-Alcaide, Cristina Adán Rodríguez Televisión: |  |

| 28 de septiembre de 2024 | Valencia Basket                                                 | 75–61                               | Hozono Global Jairis                                                | Alcantarilla |  |
| 19:30                    | Parciales: 9–12, 23–25, 24–5, 19–19                             | Parciales: 9–12, 23–25, 24–5, 19–19 | Parciales: 9–12, 23–25, 24–5, 19–19                                 | |  |
|                          | Estadísticas Fingall 16 Fingall, Casas 7 Iagupova 4 Iagupova 24 | Reporte Pts Reb Asts Val            | Estadísticas 12 Ginzo 4 Ayuso, Holešínská, Massey 4 Ayuso 13 Nelson | Pabellón: Pabellón Fausto Vicent Asistencia: 1315 espectadores Árbitros: Jacobo Rial Barreiro, Rodrigo Palanca Page, Pablo Rodríguez Fernández Televisión: |  |

### Final
| 29 de septiembre de 2024 | Valencia Basket                                                 | 84–60                                | Casademont Zaragoza                                          | Alcantarilla |  |
| 17:00                    | Parciales: 20–9, 25–16, 22–20, 17–15                            | Parciales: 20–9, 25–16, 22–20, 17–15 | Parciales: 20–9, 25–16, 22–20, 17–15                         | |  |
|                          | Estadísticas Fingall 20 Mavunga 7 Romero 9 Fingall, Iagupova 21 | Reporte Pts Reb Asts Val             | Estadísticas 14 Gatling 6 Flores, Gatling 7 Ortiz 17 Gatling | Pabellón: Pabellón Fausto Vicent Asistencia: 1305 espectadores Árbitros: Leandro Nicolás Lezkano, Ariadna Chueca Moreno, Juan Pedro Morales García-Alcaide Televisión: |  |

#### Plantillas
| #            | Jugadora              |
| ------------ | --------------------- |
| 1            | Stephanie Mavunga     |
| 2            | María Eraunzetamurgil |
| 3            | Mojca Jelenc          |
| 4            | Nadia Fingall         |
| 7            | Alba Torrens          |
| 9            | Queralt Casas         |
| 10           | Leticia Romero        |
| 15           | Irene Broncano        |
| 17           | Kristīne Vītola       |
| 18           | Alicia Flórez         |
| 23           | Alina Iagupova        |
| 44           | Bernardet Határ       |
| Entrenador   |                       |
| Rubén Burgos |                       |

| Campeonas de la Supercopa de España femenina de baloncesto 2024 |
| --------------------------------------------------------------- |
| Valencia Basket 3.er título                                     |

| Quinteto ideal     | Quinteto ideal    | Quinteto ideal      |
| Posición           | Jugadora          | Equipo              |
| ------------------ | ----------------- | ------------------- |
| Base               | Queralt Casas     | Valencia Basket     |
| Escolta            | Helena Pueyo      | Casademont Zaragoza |
| Alero              | Alina Iagupova    | Valencia Basket     |
| Ala pívot          | Nadia Fingall     | Valencia Basket     |
| Pívot              | Stephanie Mavunga | Valencia Basket     |
| MVP: Nadia Fingall |                   |                     |

| #              | Jugadora            |
| -------------- | ------------------- |
| 00             | Ainhoa Gervasini    |
| 3              | Ellen Nyström       |
| 4              | Mariona Ortiz       |
| 7              | Melisa Brčaninović  |
| 10             | Laia Flores         |
| 12             | Leyre Urdiáin       |
| 13             | Helena Pueyo        |
| 20             | Nerea Hermosa       |
| 22             | Tanaya Atkinson     |
| 33             | Stephani Mawuli     |
| 34             | Markeisha Gatling   |
| 38             | Miroslava Mištinová |
| Entrenador     |                     |
| Carlos Cantero |                     |